# イタヤカエデ
イタヤカエデ（板屋楓、学名: Acer pictum〈広義〉、Acer pictum subsp. dissectum〈狭義〉）は、ムクロジ科カエデ属の各地の山地に生える落葉高木である。イタヤカエデは変種が多く、葉の切れ込みや深さ、毛のあるなしで多くの亜種や変種に分けることもある。一般に葉が5 - 7裂して鋸歯がないカエデで、黄色から橙色に黄葉するものがイタヤカエデとよばれる。北海道産のものはエゾイタヤ（蝦夷板屋）とも。別名としてトキワカエデ（常磐楓）。山地に多く生えるが、平地でもふつうに見られる。公園樹や街路樹として利用される。

## 名称
和名「イタヤカエデ」は、植物学者の牧野富太郎が、大きな葉が重なるようによく茂り、雨露の漏れることがない板屋根の代わりになったところから来たと説明している。「カエデ」の語源は、葉の形をカエルの手に見立てたことから名付けられたものである。民俗学にも詳しかった植物学者の武田久吉は、「イタヤ」あるいは「イタヤギ」ともよばれるがその語源については不明とし、地名の板谷との関係も明らかではないとしている。
葉の形や毛の量に変異が多く、エンコウカエデ、ウラゲエンコウカエデ、オニイタヤ、モトゲイタヤ、アカイタヤ、エゾイタヤなど亜種や変種に細分化されるが、それらの総称でイタヤカエデとよばれている。東北地方では、ハナノキという地方名でも呼ばれている。

## 分布・生育地
日本では北海道・本州・四国・九州に分布し、主に本州から九州の太平洋側に分布する。日本以外では、朝鮮、サハリン、アムール地方に分布する。山地や低地の寒冷なブナ林から暖地の雑木林まで幅広く見られ、山地では個体数が多く、見かける機会も多い。北海道では、（亜種エゾイタヤ、アカイタヤが）平地から山地まで見られ、特に海岸近くで林をつくっていることが多い。植栽され、公園や街路でも見られることもある。

## 形態
落葉広葉樹の高木。樹高は15 - 20メートル (m) 、直径1 mに達する。樹皮は灰白色から灰褐色で滑らかであるが、老木では浅く縦に裂ける。枝は、一年枝は緑色から紅紫色、若い枝は鮮褐色で軟毛がある。老木になると、樹洞ができやすい特徴がある。
葉は長さ、幅ともに5 - 10センチメートル (cm) で、掌状に浅く裂け、無毛で縁に鋸歯がないことが特徴である。若い木は葉の切れ込みが深い傾向にある。葉の切れ込み方は、エンコウカエデのタイプよりも、オニイタヤやモトゲイタヤは切れ込みがより浅い。秋に黄色系に紅葉するのがイタヤカエデの特徴で、中には多少赤みを帯びて橙色になるものもある。
花期は春（4 - 5月）で、葉の芽吹きよりもやや早く、小さい淡黄色の花が咲く。果実は長さ1.5 cm、幅がその半分ぐらいの翼果は鍬形状。
冬芽は卵形から広卵形で紅紫色で多数の芽鱗に包まれ、芽鱗の縁には毛がある。枝先につく頂芽は側芽よりも大きく、ふつう頂生側芽を伴う。枝の側芽は対生する。葉痕はV字形で、維管束痕が3個つく。

## 用途
黄葉は美しいことから、公園の植栽や街路樹として利用される。樹液からは砂糖が採れる。

### 材

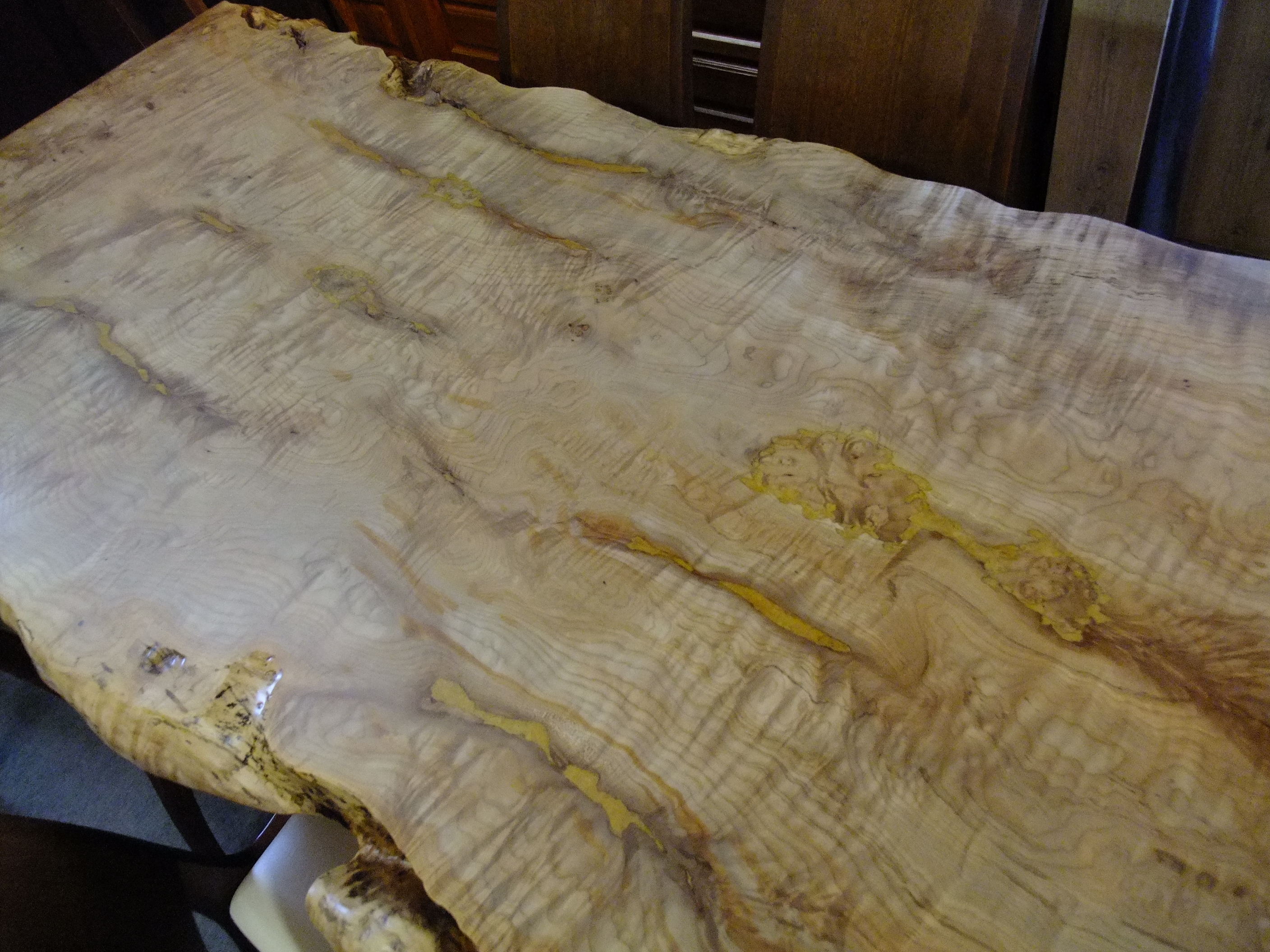
イタヤカエデの材

建築、器具、ヴァイオリン・ギターなどの弦楽器、ハーモニカ、車両、床柱などの装飾材。

### 樹液
春、まだ花が咲く前にイタヤカエデは盛んに水を吸い上げ、幹に傷を付けると、糖分を含む樹液が流れ出す。アイヌはイタヤカエデをトペニ（乳の木）と呼び、冬季の幹に傷を付けることで得た「甘いつらら」をアイスキャンディーのように賞味していた。サトウカエデにくらべて含有糖分がやや低いものの、イタヤカエデ樹液からもメープルシュガーを作ることは可能であり、第二次世界大戦直後の砂糖不足の時代に東北や北海道で製造が試みられたことがあるが、商業ベースには乗らずに終わった。
戦後も、他のカエデと同様に、イタヤカエデの樹液を活用する試みが、日本国内の各地で行われている。

### その他

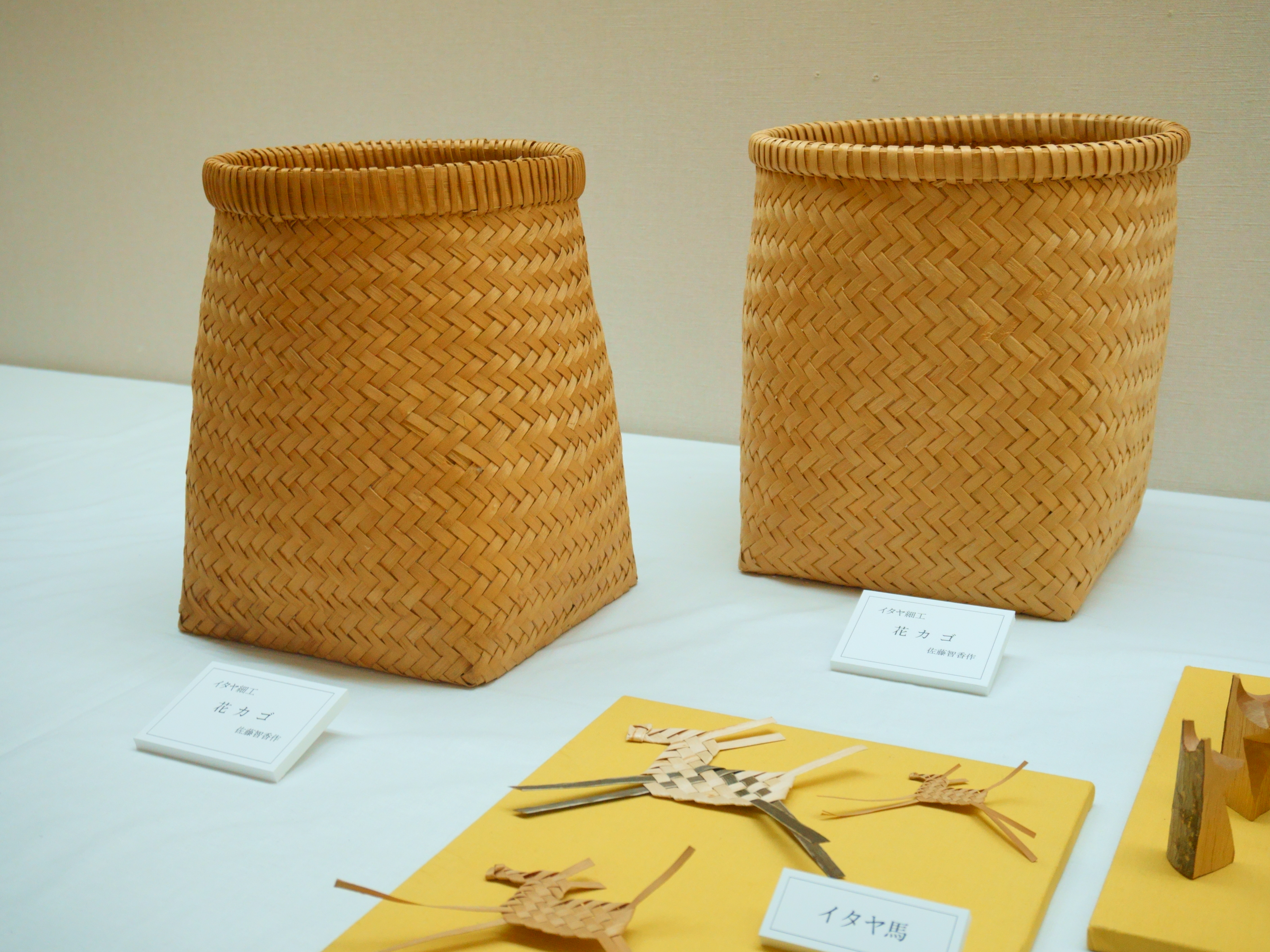
イタヤ細工

秋田県仙北市のイタヤ細工は、イタヤカエデの若木の幹を帯状に裂いて加工するものであり、秋田県指定伝統的工芸品に指定されている。

## 品種
カエデ類の中でもイタヤカエデは代表的な樹種で、変種も多い。変種は、小枝が赤いアカイタヤ、あるいはベニイタヤがある。幼い枝に軟毛が多いものを特にエゾイタヤとよんで区別することがある。朝鮮半島には、葉が5浅裂し葉の下面に褐色の軟毛があるオニイタヤと、果実の分果（プロペラ状の羽のようなもの）が平らになっているミヤマイタヤ、葉柄と枝の赤みが強いアカジクイタヤが分布する。
- アカイタヤ
- イトマキイタヤ
- ウラゲエンコウカエデ (ヤグルマカエデ)
- ウラジロイタヤ
- エゾイタヤ (エゾモミジイタヤ)
- エンコウカエデ (アサヒカエデ, ケナシヤグルマカエデ)
- オオエゾイタヤ
- オニイタヤ (スエヒロイタヤ)
- ケウラゲエンコウカエデ
- ケエンコウカエデ
- ミヤマオニイタヤ